# Coppa Bernocchi 1953
La Coppa Bernocchi 1953, trentacinquesima edizione della corsa, si svolse il 20 settembre 1953 su un percorso di 237 km. Era valida come evento del circuito UCI categoria CB1.1. La vittoria fu appannaggio degli italiani Giorgio Albani e Antonio Bevilacqua, che arrivarono a pari merito terminando la gara in 6h10'00", alla media di 38,394 km/h, precedendo il connazionale Mario Piazzon. L'arrivo e la partenza della gara furono a Legnano.

## Ordine d'arrivo (Top 10)
| Pos. | Corridore          | Squadra    | Tempo    |
| ---- | ------------------ | ---------- | -------- |
| 1    | Giorgio Albani     | Legnano    | 6h10'00" |
| 1    | Antonio Bevilacqua | Benotto    | s.t.     |
| 3    | Mario Piazzon      | Guerra     | s.t.     |
| 4    | Alfredo Martini    | Welter     | s.t.     |
| 5    | Germain Derycke    | Welter     | s.t.     |
| 6    | Annibale Brasola   | Torpado    | s.t.     |
| 7    | Luciano Ciancola   | Arbos      | s.t.     |
| 8    | Gianni Ghidini     | Lygie      | s.t.     |
| 9    | Renzo Accordi      | Girardengo | s.t.     |
| 10   | Nino Defilippis    | Legnano    | s.t.     |